# Francisco De Leon
Francisco Mendoza De Leon (ur. 11 czerwca 1947 w Parañaque) – filipiński duchowny rzymskokatolicki, w latach 2016–2023 biskup Antipolo.

## Życiorys
Święcenia kapłańskie otrzymał 28 czerwca 1975 i został inkardynowany do archidiecezji manilskiej. Pracował przede wszystkim jako duszpasterz parafialny oraz jako rektor manilskich seminariów archidiecezjalnych. W 2001 został rektorem sanktuarium Bożego Miłosierdzia w Mandaluyong.
27 czerwca 2007 został mianowany biskupem pomocniczym Antipolo ze stolicą tytularną Boseta. Sakry biskupiej udzielił mu 1 września 2007 kard. Gaudencio Rosales, ówczesny ordynariusz Manili.
21 listopada 2015 został mianowany biskupem koadiutorem Antipolo, zaś 9 września 2016 objął urząd ordynariusza tejże diecezji.
24 maja 2023 papież Franciszek przyjął jego rezygnację z pełnionej funkcji.